# Koochie Koochie Hota Hai
Pour plus de détails, voir Fiche technique et Distribution.
Koochie Koochie Hota Hai est un film d'animation indien en images de synthèse sorti en 2011. 
Il s'agit d'un remake du célèbre film de Karan Johar Kuch Kuch Hota Hai, avec les voix de Shahrukh Khan, Kajol et Rani Mukherjee. Il semble que le film reprenne la même trame que l'original, mais avec des personnages animaux.

## Synopsis
À chaque anniversaire, Angie reçoit une lettre de sa mère, décédée peu après sa naissance. Lorsqu'elle a 8 ans, elle reçoit sa dernière lettre où sa mère parle d'Angie, ami de Rocky son père. Alors un ami d'Angie construit une machine à voyager dans le temps. Dans ce passé on peut voir comment Tina et Rocky se sont rencontrés.

## Fiche technique
- Réalisateur : Tarun Mansukhani
- Scénariste : Karan Johar
- Musique : Shankar-Ehsaan-Loy (en), Loy Mendonsa, Ehsaan Noorani
- Technique d'animation : images de synthèse
- Montage : Manan Sagar
- Producteur exécutif : Karan Johar
- Sociétés de production : Dharma Productions, Prana Studios
- Pays : Inde
- Langue : hindi
- Format : couleur

## Distribution
- Shahrukh Khan :  Rocky (voix)
- Kajol :  Angie (voix)
- Rani Mukherji :  Tina (voix)
- Sanjay Dutt :  Amir (voix)
- Ritesh Deshmukh: Un Coq
- Simi Agarwal : Miss Bregenza (voix)
- Anupam Kher : Principal Malhotra (voix)
- Uday Chopra :
- Sajid Khan : Colonel Almeida (voix)